# Glena effusa
Glena effusa là một loài bướm đêm trong họ Geometridae.